# Federazione calcistica della Birmania
La Federazione calcistica della Birmania (in inglese Myanmar Football Federation, acronimo MFF) è l'ente che governa il calcio in Birmania.
Fondata nel 1947, si affiliò alla FIFA l'anno successivo, nel 1948 e all'AFC nel 1954. Ha sede a Yangon e gestisce il campionato nazionale, la coppa nazionale e la Nazionale del paese. Esprime, a luglio 2009, sette arbitri internazionali FIFA, tra cui tre donne, e dieci assistenti di linea, di cui quattro donne.